# Acacia undoolyana
Acacia undoolyana é uma espécie de leguminosa do gênero Acacia, pertencente à família Fabaceae.